# Quildeberto III
Quildeberto III, chamado o Justo (678 — 14 de Abril de 711), filho de Teodorico III e Clotilde, foi rei único dos francos (694-711). Foi aparentemente mais um dos rois fainéants - reis fantoches - do prefeito do palácio da Austrásia, Pepino de Herstal, apesar de ser mostrado tomando decisões judiciais por vontade própria, até contra o clã pipinida. Sua alcunha não se justifica exceto possivelmente como resultado desses julgamentos, para o Liber Historiae Francorum chamá-lo de "homem ilustre" e "um homem justo de boa memória".
Em 697 casou com Edonne e com ela teve um filho, que o sucedeu como Dagoberto III. É possível, embora pouco provável, que Clotário IV também seja seu filho. Ele passou quase toda sua vida numa vila real em Oise.

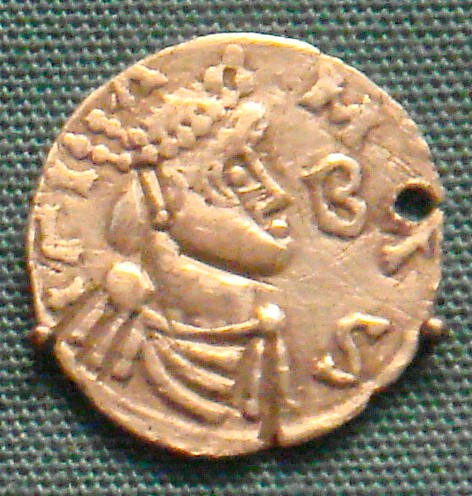
Moeda de Quildeberto III

Foi durante seu reinado de dezesseis anos que, em 708, o bispo de Avranches, Santo Alberto, fundou o monastério do Mont Saint-Michel.
Na sua morte em 23 de Abril de 711, o sul da Gália se tornou independente: a Borgonha sob o bispo Savarico de Auxerre, a Aquitânia sob o duque Odo o Grande e Provença sob Antenor. Ele foi sepultado na igreja de Santo Estêvão em Choisy-au-Bac, próximo a Compiègne.

## Pais
♂ Teodorico III (◊ 652 † 691)
♀ Clotilde de Herstal (◊ c. 650 † 03-06-699)

## Casamentos e filhos
- em c. 697 com Ermenchilde (◊ ? † ?)

1. ♂ Dagoberto III (◊ c. 699 † 715)